# Ouvido musical
Ouvido musical é uma expressão que se usa para designar a apuração e sensibilidade de uma pessoa para a música.

## Tipos de ouvido musical
Existem dois tipos de ouvido musical: o relativo e o absoluto.

### Absoluto
O ouvido musical absoluto é a capacidade de se distinguir ou criar uma nota musical isoladamente, e de vizualizá-la cognitivamente como um ente isolado, principalmente em termos de altura. Em termos cognitivos, o ouvido absoluto se caracteriza como a capacidade de centração (tal como apontada em piaget) aplicada ao conceito musical.

### Relativo
O ouvido musical relativo é a capacidade de se distinguir ou criar uma nota musical através de referências, e também de relacionar alturas, intervalos e acordes. O ouvido relativo denota a capacidade de fluir, tocar ou compor usufruindo da capacidade de transposição de contexto tonal, rítmico e harmônico.

## Desenvolvimento
Certas pessoas têm ouvido mais apurado do que outras para a música. Algumas tem maior facilidade em aprender, por exemplo, um instrumento musical, outras cantam afinado com muito mais facilidade.
As pessoas que tocam músicas "de ouvido" em geral têm um desenvolvimento do ouvido musical mais avançado que outras que não o conseguem.